# Controle
Controle is een begrip met meerdere betekenissen, afhankelijk van de context. Het is bijvoorbeeld de toezicht op de juiste werking van een toestel, op het naleven van de voorschriften, op het al of niet aanwezig zijn van een fout. Controle is ook de mate van beheersing. Een ingrijpende mate van bemoeienis wordt ook controle genoemd. 
Een controle is een instrument dat te allen tijde gevoerd kan worden, voortdurend of periodiek. Verder is controle vaak ten behoeve van de veiligheid of voorkomen van fouten.

## Controlerende macht
Volgens het idee van de trias politica bestaat macht uit de wetgevende, uitvoerende en rechterlijke macht. Alle drie deze machten zijn uit op de controle over burgers. Omdat deze machten gescheiden zijn en intern worden gecontroleerd, is de controle gelegitimeerd. De politie heeft de uitvoerende macht en kan burgers controleren door bijvoorbeeld preventief te fouilleren of toezicht uit te voeren middels camera's voor verkeerstoezicht.

## "100%-controle"
Sinds 2003 werden op Schiphol de zogenaamde 100%-controles uitgevoerd. Deze controles worden gedaan op vluchten naar bepaalde streken waar een hoge percentage kans op bolletjesslikkers is. De Hoge Raad maakte in 2007 een eind aan deze hoogst omstreden controles, waarbij reizigers 'in de lichaamsholtes' bevoeld worden.